# Северный сельсовет (Оренбургская область)
Северный сельсовет — сельское поселение в Северном районе Оренбургской области Российской Федерации.
Административный центр — село Северное.

## История
Статус и границы сельского поселения установлены Законом Оренбургской области от 2 сентября 2004 года № 1424/211-III-ОЗ «О наделении муниципальных образований Оренбургской области статусом муниципального района, городского округа, городского поселения, установлении и изменении границ муниципальных образований».

## Население
| 2010  | 2012  | 2013  | 2014  | 2015  | 2016  | 2017  |
| ----- | ----- | ----- | ----- | ----- | ----- | ----- |
| 5422  | ↘5347 | ↘5330 | ↘5312 | ↘5204 | ↘5169 | ↘5132 |
| 2018  | 2019  | 2020  | 2021  |       |       |       |
| ↘5073 | ↘4972 | ↘4970 | ↗5092 |       |       |       |

## Состав сельского поселения
| № | Населённый пункт | Тип населённого пункта       | Население |
| - | ---------------- | ---------------------------- | --------- |
| 1 | Бобровка         | деревня                      | 101       |
| 2 | Богдановка       | деревня                      | 83        |
| 3 | Раздолье         | деревня                      | 19        |
| 4 | Савруш           | посёлок                      | 106       |
| 5 | Северное         | село, административный центр | ↘4222     |
| 6 | Соковка          | село                         | 689       |